# Середа Олексій Вікторович
Олексі́й Ві́кторович Середа́ (25 грудня 2005, Миколаїв) — український стрибун у воду, наймолодший чемпіон Європи (13 років).

## Кар'єра

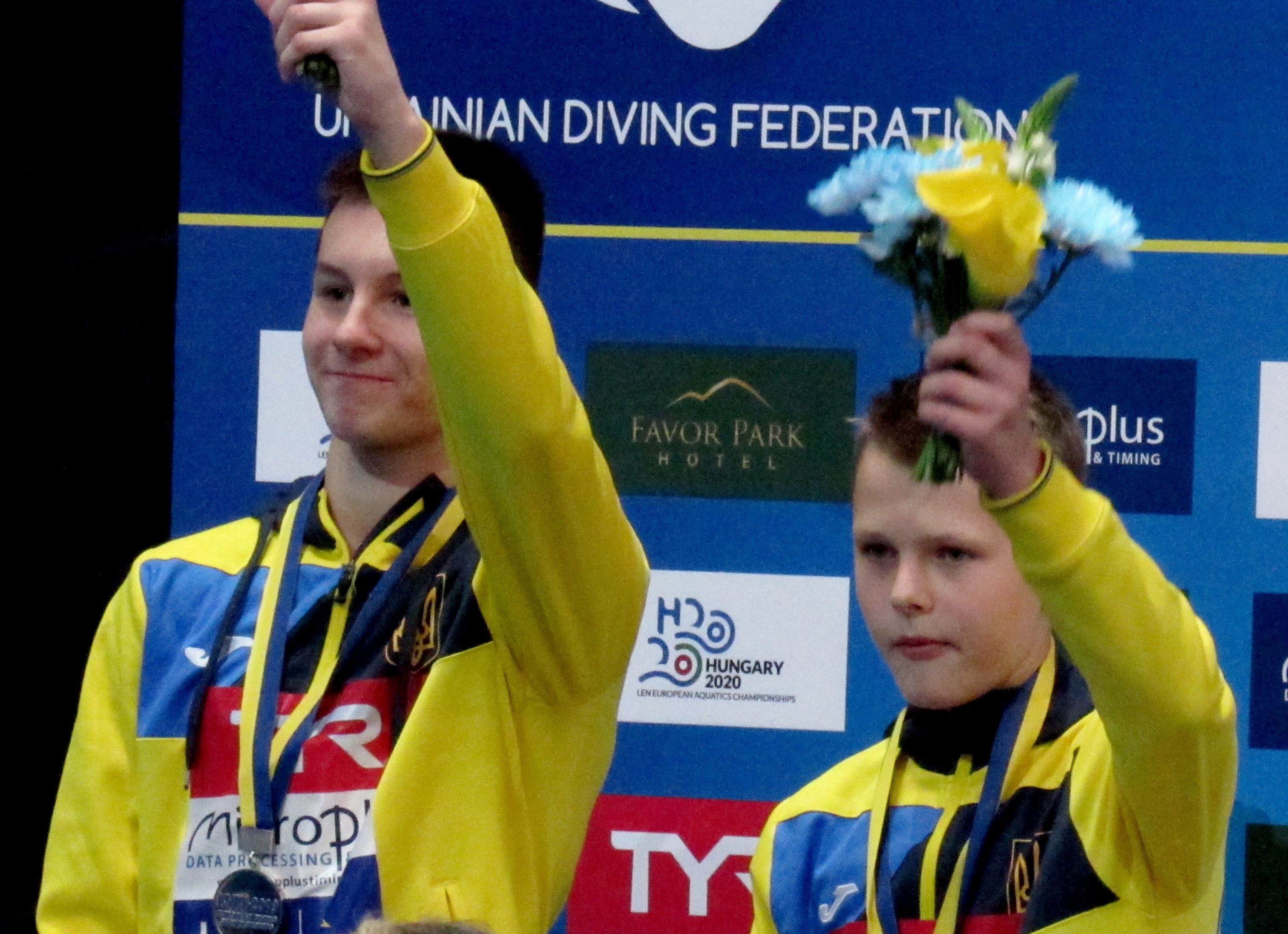
Олег Сербін і Олексій Середа (справа) — срібні призери чемпіонату Європи у синхроні на вишці

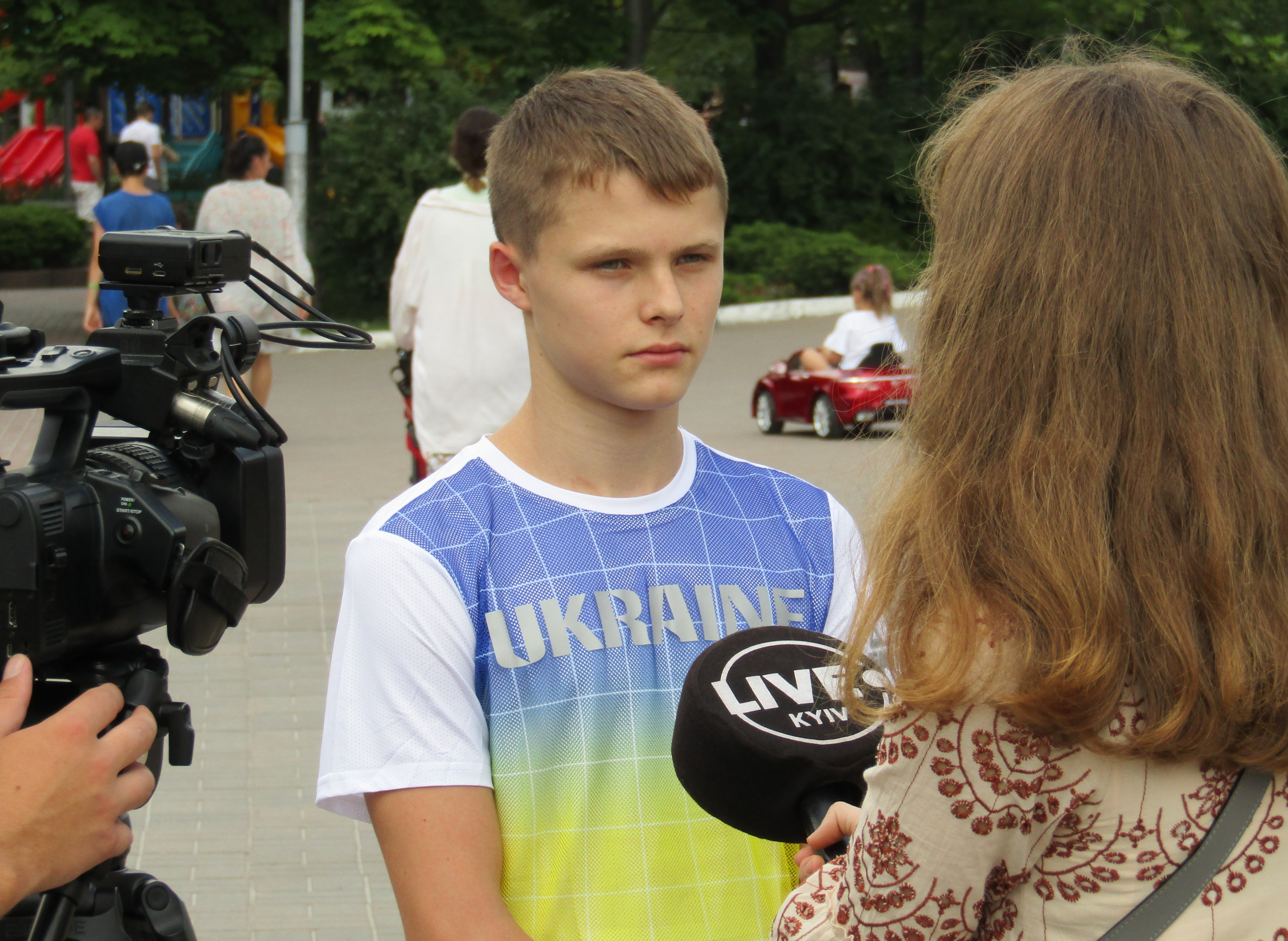
Дворазовий чемпіон Європи Олексій Середа дає інтерв'ю пресі напередодні від'їзду на Олімпіаду в Токіо (Київ, 2021)

З чотирьох років разом із сестрою-близнюком Марією відвідували спорткомплекс «Водолій» у Миколаєві. Там вони почали займатися спортом і тренувалися до 2016 року, після чого їх разом із тренером Тетяною Погрібною запросили до Києва. Сестра була чемпіонкою України, кандидатом у майстри спорту, але згодом облишила спортивну кар'єру.
У 2019 році дебютував у національній збірній. На чемпіонаті світу зумів у парі з Олегом Сербіним у фіналі синхронних стрибків здобути 4-те місце. Окрім цього, в індивідуальних змаганнях на вишці також став 4-им, завдяки чому здобув ліцензію на Олімпійські ігри 2020 року в Токіо. 
7 серпня 2021 у фіналі Олімпійських ігор в Токіо у змаганні зі стрибків у воду з 10-метрової вишки 15-річний українець посів 6-те місце
. Також у синхронних стрибках з 10-метрової вишки Олексій Середа й Олег Сербін посіли 6-те місце (400,44).
На домашньому чемпіонаті Європи спортсмен спершу став срібним призером у синхронних стрибках з вишки в парі з Олегом Сербіним, а потім в індивідуальних стрибках став чемпіоном Європи з результатом 488,85 бала. Після цієї перемоги спортсмен став наймолодшим чемпіоном Європи зі стрибків у воду в історії.
На чемпіонаті Європи з водних видів спорту в Будапешті (2021) українці Ксенія Байло й Олексій Середа перемогли в стрибках у воду змішаних пар з 10-метрової вишки, набравши суму 325,68 бала. 
22 серпня 2022 року вдруге став чемпіоном Європи зі стрибків у воду, ставши першим українцем, який здобув цей титул двічі.
На Європейських іграх 2023 року посів перше місце в командних змаганнях (команда України — Ксенія Байло, Данило Коновалов, Ганна Письменська, Олексій Середа) і став чемпіоном у синхронних стрибках з 10-метрової вишки в парі з Кирилом Болюхом (398,70).

## Результати
| Рік  | Змагання                               | Місце проведення        | Вишка 10 м | Вишка 10 м | Синхронна вишка 10 м | Синхронна вишка 10 м | Синхронна вишка 10 м, мікст | Синхронна вишка 10 м, мікст | Командні змагання | Командні змагання |
| Рік  | Змагання                               | Місце проведення        | Результат  | Місце      | Результат            | Місце                | Результат                   | Місце                       | Результат         | Місце             |
| ---- | -------------------------------------- | ----------------------- | ---------- | ---------- | -------------------- | -------------------- | --------------------------- | --------------------------- | ----------------- | ----------------- |
| 2018 | Гран-Прі FINA                          | Росток, Німеччина       | 380.85     | 9          | Н/Д                  | Н/Д                  | 294.30                      | 5                           | Н/Д               | Н/Д               |
| 2019 | Гран-Прі FINA                          | Росток, Німеччина       | 453.75     | 3          | Н/Д                  | Н/Д                  | Н/Д                         | Н/Д                         | Н/Д               | Н/Д               |
| 2019 | Чемпіонат світу                        | Кванджу, Південна Корея | 490.50     | 4          | 412.62               | 4                    | Н/Д                         | Н/Д                         | 323.20            | 9                 |
| 2019 | Чемпіонат Європи зі стрибків у воду    | Київ, Україна           | 488.85     | 1          | 413.16               | 2                    | Н/Д                         | Н/Д                         | 377.70            | 5                 |
| 2021 | Кубок світу FINA                       | Токіо, Японія           | Н/Д        | Н/Д        | 393.54               | 4                    | Н/Д                         | Н/Д                         | Н/Д               | Н/Д               |
| 2021 | Чемпіонат Європи з водних видів спорту | Будапешт, Угорщина      | 459,50     | 6          | 382,05               | 5                    | 325,68                      | 1                           | 382,00            | 5                 |
| 2021 | Олімпійські ігри                       | Токіо, Японія           | 461.70     | 6          | 400,44               | 6                    | Н/Д                         | Н/Д                         | Н/Д               | Н/Д               |
| 2021 | Показові командні змагання FINA        | Абу-Дабі, ОАЕ           | Н/Д        | Н/Д        | Н/Д                  | Н/Д                  | Н/Д                         | Н/Д                         | 322.15            | 9                 |
| 2022 | Чемпіонат світу                        | Будапешт, Угорщина      | 477.45     | 6          | 396.27               | 4                    | 317.01                      | 2                           | Н/Д               | Н/Д               |
| 2022 | Чемпіонат Європи з водних видів спорту | Рим, Італія             | 493.55     | 1          | 388.02               | 2                    | 298,59                      | 2                           | Н/Д               | Н/Д               |
| 2023 | Кубок світу FINA                       | Сіань, Китай            | 518.30     | 2          | 395.01               | 3                    | Н/Д                         | Н/Д                         | Н/Д               | Н/Д               |
| 2023 | Кубок світу FINA                       | Монрель, Канада         | 488.80     | 4          | 412.74               | 2                    | Н/Д                         | Н/Д                         | Н/Д               | Н/Д               |
| 2023 | Європейські ігри                       | Краків, Польща          | Н/Д        | Н/Д        | 398.70               | 1                    | Н/Д                         | Н/Д                         | 438.30            | 1                 |
| 2023 | Чемпіонат світу                        | Фукуока, Японія         | 475.55     | 6          | 439.32               | 2                    | Н/Д                         | Н/Д                         | Н/Д               | Н/Д               |
| 2023 | Фінал Кубку світу FINA                 | Берлін, Німеччина       | 480.45     | 2          | 401.70               | 4                    | Н/Д                         | Н/Д                         | Н/Д               | Н/Д               |
| 2024 | Чемпіонат світу                        | Доха, Катар             | 528.65     | 3          | 406.47               | 3                    | Н/Д                         | Н/Д                         | Н/Д               | Н/Д               |
| 2024 | Олімпійські ігри                       | Париж, Франція          | 426.90     | 8          | 412.65               | 5                    | Н/Д                         | Н/Д                         | Н/Д               | Н/Д               |
| 2025 | Чемпіонат Європи зі стрибків у воду    | Анталія, Туреччина      | 468.35     | 1          | 413.76               | 1                    | Н/Д                         | Н/Д                         | 407.20            | 1                 |
| 2025 | Чемпіонат світу                        | Сінгапур                | 515.20     | 2          | 391.23               | 5                    | Н/Д                         | Н/Д                         | 361.45            | 7                 |

## Державні нагороди
- Орден «За заслуги» III ст. (7 вересня 2023) — За досягнення високих спортивних результатів на ІІІ Європейських іграх у м.Кракові (Республіка Польща), виявлені самовідданість та волю до перемоги, піднесення міжнародного авторитету України.[24]